# Spechbach-le-Haut
Spechbach-le-Haut là một xã trong tỉnh Haut-Rhin, vùng Grand Est ở đông bắc Pháp. Xã này có diện tích 3,92 km², dân số năm 1999 là 631 người. Khu vực này có độ cao 277 mét trên mực nước biển.